# IBM PC/AT
IBM PC/AT или IBM 5170 (сокращение от англ. Advanced Technology) — персональный компьютер, третье поколение IBM PC.

## Процессор и системная шина
С применением процессора Intel 80286 был связан переход на шину AT bus: 16-разрядную шину данных, 24-битную шину адреса, что позволяло адресовать ОЗУ объёмом до 16 Мбайт (по сравнению с 640 кбайт оригинальной модели IBM PC). При этом обеспечивалась совместимость с платами старого образца (шина данных — 8 бит, шина адреса — 20 бит).
Подобно своему предшественнику IBM PC, IBM PC/AT поддерживает дополнительный чип математического сопроцессора Intel 80287 для более быстрого выполнения операций c числами с плавающей запятой.

## BIOS
На материнской плате появилась батарейка для питания микросхемы CMOS, хранящей настройки компьютера, и часов реального времени. Первоначально IBM PC не имел этих функций, и пользователю, чтобы избежать установленной по умолчанию даты 01/01/1980, приходилось либо устанавливать дату и время самостоятельно, при помощи команд Time и Date, либо устанавливать в разъёмы расширения плату с часами реального времени. Находящаяся на диске программа настройки BIOS заняла место DIP-переключателей, конфигурирующих IBM PC и IBM PC/XT.
Большинство клонов IBM PC/AT имело программу настройки BIOS, размещённую в ПЗУ, которое работало быстрее, чем диск.

## Клавиатура
Изначально с IBM PC/AT поставлялась 84-клавишная клавиатура: 84-й кнопкой стала SysRq (англ. System Request). Цифровой блок на ней был отделён от основной алфавитно-цифровой группы, а над ним расположились светодиодные индикаторы режимов клавиатуры. Несмотря на то, что в клавиатурах использовался тот же разъём DIN-5, что и в более ранних моделях, предназначенных для компьютеров IBM PC и IBM PC/XT, клавиатуры были аппаратно несовместимы. В новой клавиатуре использовался двунаправленный интерфейс (клавиатуры IBM PC и IBM PC/XT использовали однонаправленный) и генерировались другие скан-коды. Двунаправленный интерфейс позволил компьютеру включать индикаторы на клавиатуре, производить сброс контроллера i8042 клавиатуры, устанавливать скорость обмена и т. д. Выпускались также клавиатуры, оснащённые переключателем, позволявшим подключать их как к компьютерам PC/AT, так и более ранних серий. Позднее для IBM PC/AT стали выпускаться расширенные клавиатуры с 101—106 (для разных языковых версий) клавишами, имевшие 12 функциональных клавиш и отдельный блок управления курсором. Эти раскладки с небольшими изменениями стали наиболее популярными в настольных компьютерах.

## Дисковые накопители
Для хранения данных теперь применялись 5¼" дисководы с поддержкой дискет ёмкостью 1,2 Мбайта (15 секторов по 512 байт, 80 дорожек, две стороны.), тогда как прошлое поколение IBM PC обеспечивало объём не более 360 кбайт. Вскоре на IBM PC/AT стали доступны и дисководы 3½".
Жёсткий диск ёмкостью 20 Мбайт был вдвое быстрее (40 мс), чем у предшествующей модели, IBM PC/XT, но ранние модели жёстких дисков, произведённые Computer Memories (CMI), имели 25—30 % выходов из строя в течение года эксплуатации. Частично это происходило из-за ошибки в алгоритме FAT, которым пользовалась MS-DOS 3.0 во время парковки головок чтения/записи в момент выключения компьютера.

## Видеоадаптер и монитор
Ранние IBM PC/AT (1984—1986 годов выпуска) оснащались видеоадаптером CGA, монохромным MDA, EGA или PGA. Модели, выпущенные позднее (после 1987 года), оснащались только видеоадаптером VGA, обратно совместимым с режимами EGA и CGA. Опционально для профессиональной работы с графикой можно было заказать видеоадаптер PGC (Professional Graphics Controller) стоимостью 4290 USD, способный выводить до 256 цветов на экран монитора с разрешением 640×480 пикселей, а заодно поддерживающий 2D и 3D ускорение для CAD-приложений.
IBM PC/AT был оборудован блокировкой с цилиндрическим ключом, которая могла использоваться, чтобы предотвратить доступ к компьютеру, отключая клавиатуру.

## Операционная система
Для поддержки всех нововведений, включая поддержку сети в ядре, пришлось серьёзно доработать операционную систему, которая вышла под названием PC-DOS 3.0. В это же время появилась операционная система OS/2.